# Vlamfront
Een vlamfront treedt op wanneer in een snel bewegende gasstroom verbranding optreedt.
Vanaf het punt waar brandgas (zoals aardgas, ethyn of verdampte kerosine) en een oxidator (vaak lucht met daarin zuurstofgas als actieve component) met elkaar gemengd worden, kan er verbranding optreden. De te lage temperatuur verhindert echter spontane ontbranding. Na aansteken zal de vlam zich door het gasmengsel verplaatsen. De snelheid waarmee dit gebeurt is afhankelijk van de aard van de gassen die met elkaar reageren. Als de brandsnelheid lager is dan de snelheid waarmee het gas stroomt, dan zal de plaats waar de eigenlijke verbranding plaatsvindt steeds verder van het mengpunt af komen te liggen. Is de brandsnelheid hoger dan de snelheid van het gas, dan zal de verbranding opschuiven in de richting van het mengpunt. Door de constructie van de ruimte waar het gas doorheen stroomt is de plek waar gassnelheid en verbrandingsnelheid in evenwicht zijn te regelen. Technische toepassingen als de kop van een gasfornuis of een primusbrander maken hier gebruik van.